# مرگ‌ها در ژانویه ۲۰۲۱
مرگ‌ها در ژانویه ۲۰۲۱ آنچه در پی می‌آید فهرست افراد سرشناسی است که در ژانویه ۲۰۲۱ درگذشته‌اند.
- در هر عنوان به‌ترتیب نام شخص، سن، دلیل سرشناسی، ملیت، علت مرگ، و منبع آمده‌است.

## ژانویه

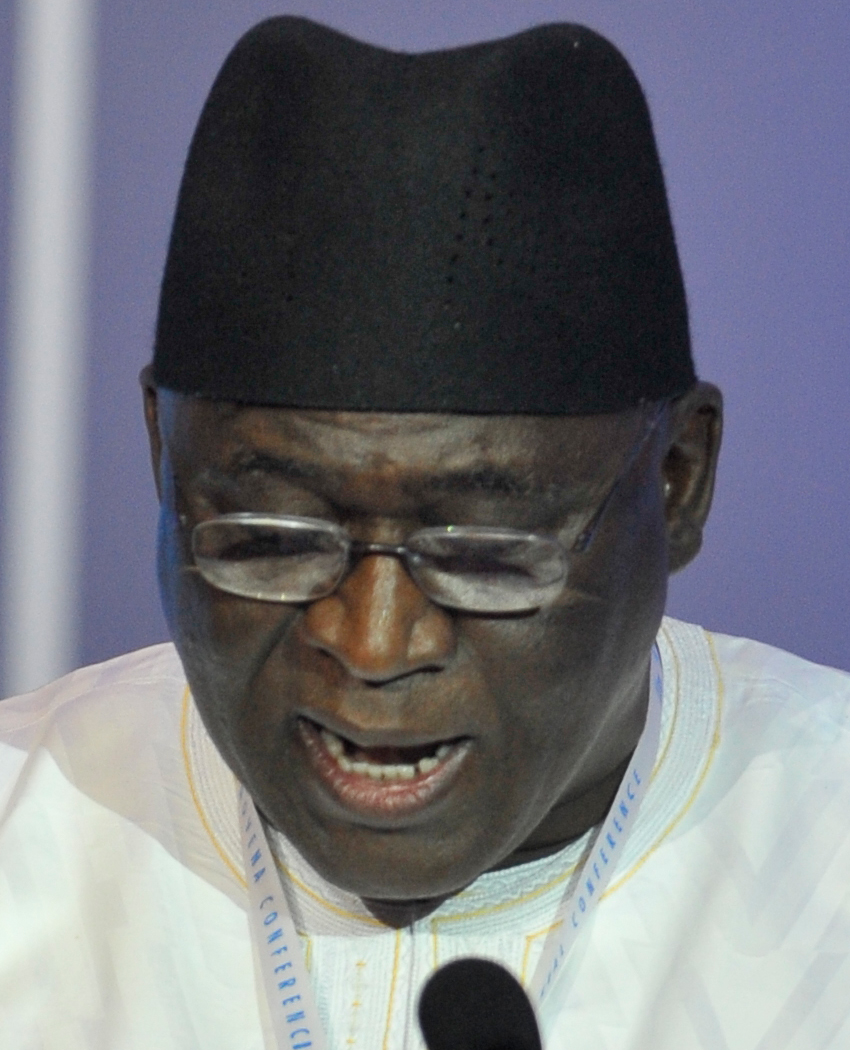
مودیبو کیتا

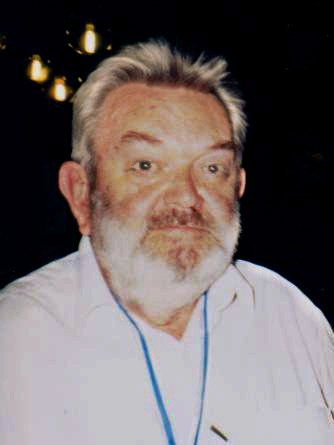
مارتینیوس ولتمن

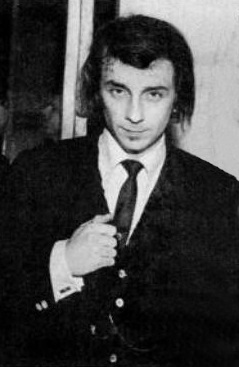
فیل اسپکتور

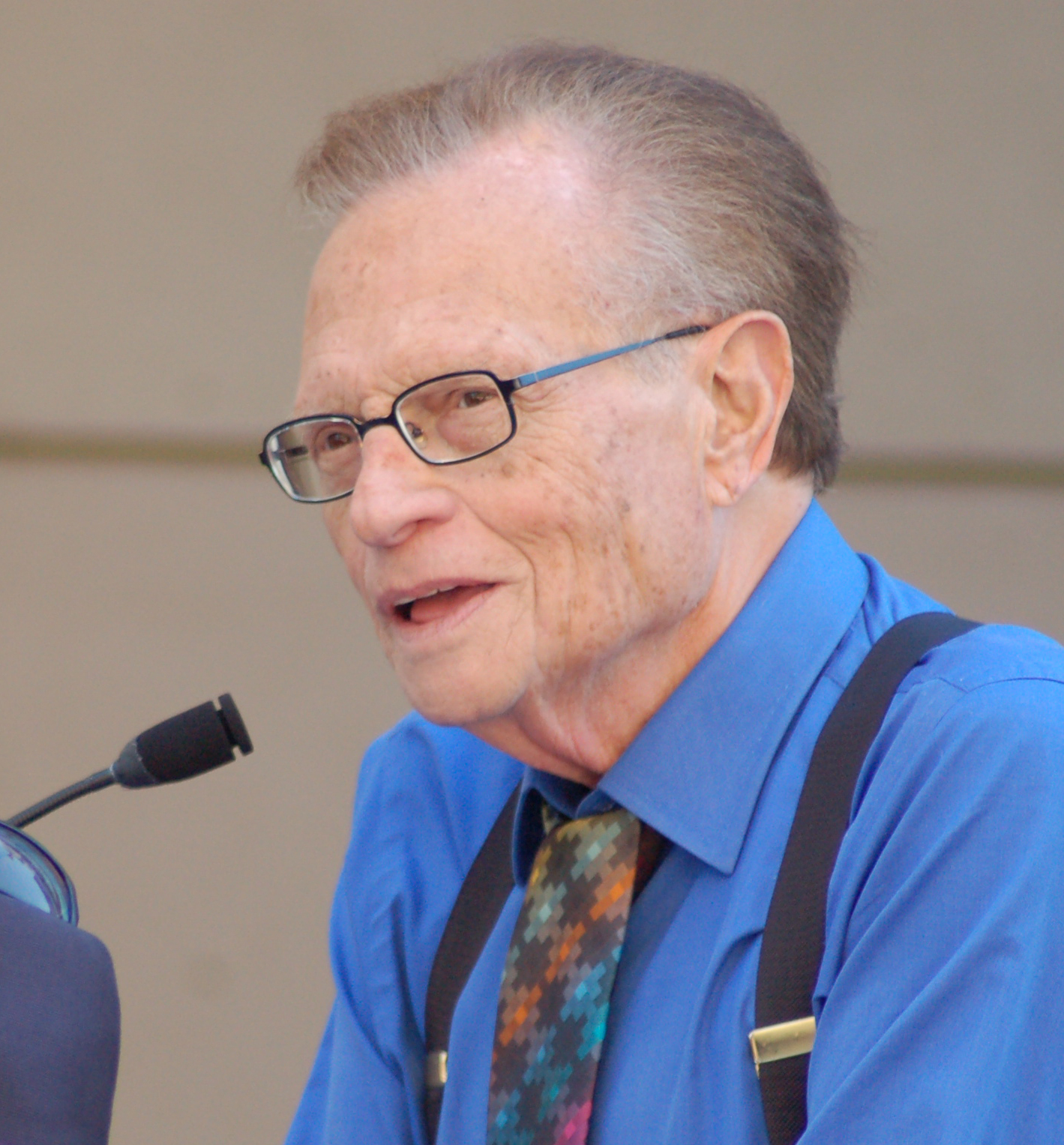
لری کینگ

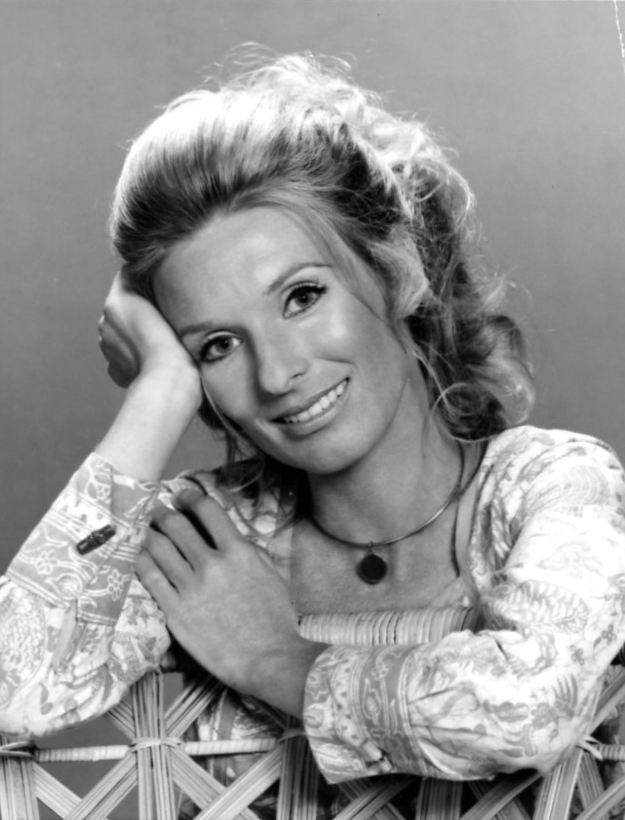
کلوریس لیچمن

### ۱
- المیرا مینیتا گوردون، ۹۰، سیاست‌مدار اهل بلیز، فرماندار کل (۱۹۸۱–۱۹۹۳).[۱]
- محمدتقی مصباح یزدی، ۸۵، روحانی، مجتهد و عضو مجلس خبرگان رهبری (۱۳۶۹–۱۳۹۵) اهل ایران. بر اثر مشکلات حاد گوارشی.[۲]
- ام اف دوم، ۴۹، رپر آمریکایی-بریتانیایی (۱۹۷۱–۲۰۲۱)، علت مرگ نامشخص.[۳]

### ۲
- ماری کاترین بیتسون، ۸۱، انسان‌شناس اهل ایالات متحده آمریکا.[۴]
- مودیبو کیتا، ۷۸، سیاست‌مدار اهل مالی، نخست‌وزیر (۲۰۰۲، ۲۰۱۵–۲۰۱۷).[۵]
- رودولف واتینیان، ۷۹، فیلم‌بردار اهل ارمنستان.[۶]

### ۳
- روژه آسنفوردر، ۹۰، دوچرخه‌سوار اهل فرانسه.[۷]

### ۴
- تانیا رابرتس، ۶۵، هنرپیشه و تهیه‌کننده تلویزیونی اهل ایالات متحده آمریکا.[۸]
- باربارا شلی، ۸۸، هنرپیشه اهل بریتانیا.[۹]
- الکسی لایو، ۴۱، گیتاریست، آهنگساز و خواننده اهل فنلاند.[۱۰]
- مارتینیوس ولتمن، ۸۹، فیزیک‌دان اهل هلند، برنده نوبل (۱۹۹۹).[۱۱]

### ۵
- کالین بل، ۷۴، بازیکن فوتبال اهل انگلستان.[۱۲]
- سی. جورج بوری، ۶۸، روان‌شناس اهل ایالات متحده آمریکا.[۱۳]
- جان ریچاردسن، ۸۶، هنرپیشه اهل بریتانیا.[۱۴]
- جیمز گرین، ۸۹، هنرپیشه اهل بریتانیا.[۱۵]

### ۶
- آنتونیو ساباتو سینیور، ۷۷، هنرپیشه اهل ایتالیا.[۱۶]

### ۷
- مایکل اپتد، ۷۹، کارگردان اهل بریتانیا.[۱۷]
- ماریون رمزی، ۷۳، موسیقی‌دان و هنرپیشه اهل ایالات متحده آمریکا.[۱۸]
- ولادیمیر کیسلیوف، ۶۴، پرتاب‌گر وزنه اهل اتحاد جماهیر شوروی سوسیالیستی.[۱۹]

### ۸
- دیوید بوکسباوم، ۹۱، ریاضیدان اهل ایالات متحده آمریکا.[۲۰]
- دیوید دارلینگ، ۷۹، آهنگساز و نوازندهٔ اهل ایالات متحده آمریکا.[۲۱]
- استیو کارور، ۷۵، کارگردان و تهیه‌کننده اهل ایالات متحده آمریکا.[۲۲]

### ۹
- مهدی عطار اشرفی، ۷۲، وزنه‌بردار اهل ایران.[۲۳]
- اسحاق مارکوویچ خالاتنیکوف، ۱۰۱، فیزیکدان اهل اتحاد جماهیر شوروی سوسیالیستی.[۲۴]
- جری داگلاس، ۸۵، کارگردان اهل ایالات متحده آمریکا.[۲۵]

### ۱۰
- جولی استراین، ۵۸، مانکن اهل ایالات متحده آمریکا.[۲۶]
- دیوید بارکلی، ۸۶، کارآفرین و سرمایه‌دار اهل بریتانیا.[۲۷]

### ۱۱
- شلدون ادلسون، ۸۷، سرمایه‌دار اهل ایالات متحده آمریکا.[۲۸]
- واسیلیس الکساکیس، ۷۷، نویسنده اهل یونان و فرانسه.[۲۹]
- ویلیام ئی تارنتن، ۹۱، فضانورد اهل ایالات متحده آمریکا.[۳۰]
- داوید خاخالیشویلی، ۴۹، جودوکار اهل گرجستان.[۳۱]
- کاتلین هدل، ۵۵، ورزشکار رشتهٔ روئینگ اهل کانادا.[۳۲]

### ۱۲
- خالد بن عبدالله آل سعود، ۸۴، تاجر اهل عربستان سعودی.[۳۳]
- مونا مالم، ۸۵، هنرپیشه اهل سوئد.[۳۴]

### ۱۳
- زیگفرید فیشباخر، ۸۱، شعبده‌باز اهل ایالات متحده آمریکا.[۳۵]
- برند کننبرگ، ۷۸، دونده دو پیاده‌روی سرعت اهل آلمان.[۳۶]

### ۱۴
- کلیف بورویل، ۸۳، دوچرخه‌سوار اهل استرالیا.[۳۷]
- جیماکس، ۸۳، رانندهٔ مسابقات اتومبیل‌رانی فرمول یک اهل ایتالیا.[۳۸]
- پیتر مارک ریچمن، ۹۳، هنرپیشه اهل ایالات متحده آمریکا.[۳۹]

### ۱۵
- ژف بارنت، ۷۴، بازیکن فوتبال اهل بریتانیا.[۴۰]
- بنجامین دو روتشیلد، ۵۷، بانکدار، کارآفرین و سرمایه‌دار اهل فرانسه.[۴۱]

### ۱۶
- فیل اسپکتور، ۸۱، موسیقی‌دان، تهیه‌کننده موسیقی و ترانه‌سرای اهل ایالات متحده آمریکا.[۴۲]

### ۱۸
- ژان-پیر باکری، ۶۹، فیلم‌نامه‌نویس و هنرپیشه اهل فرانسه.[۴۳]
- خوان کارلوس تابیو، ۷۷، کارگردان و فیلم‌نامه‌نویس اهل کوبا.[۴۴]
- دانی شامولویچ-روم، ۸۰، بازیکن فوتبال اهل اسرائیل.[۴۵]

### ۲۰
- اصلان بیتوکایف، ۴۶، فرمانده شورشی داعش اهل چچن.[۴۶]
- جان جفرس، ۵۲، بازیکن فوتبال اهل انگلستان.[۴۷]
- پیتر سوان، ۸۴، بازیکن فوتبال اهل انگلستان.[۴۸]
- سیبوسیسو مویو، ۶۰، سیاست‌مدار اهل زیمبابوه.[۴۹]

### ۲۱
- باب آویان، ۸۳، طراح رقص، و کارگردان نمایش ارمنی‌تبار اهل ایالات متحده آمریکا.[۵۰]
- ناتالی دلون، ۷۹، مدل و هنرپیشه اهل فرانسه.[۵۱]

### ۲۲
- هنک آرون، ۸۶، بازیکن بیس‌بال اهل ایالات متحده آمریکا.[۵۲]

### ۲۳
- لری کینگ، ۸۷، مجری تلویزیون اهل ایالات متحده آمریکا.[۵۳]
- آلبرتو گریمالدی، ۹۵، تهیه‌کننده اهل ایتالیا.[۵۴]
- لوتار متس، ۸۲، کشتی‌گیر اهل آلمان.[۵۵]
- هارثورن وینگو، ۷۳، بازیکن بسکتبال اهل ایالات متحده آمریکا.[۵۶]
- هال هالبروک، ۹۵، بازیگر اهل ایالات متحده آمریکا.[۵۷]

### ۲۴
- آریک برائور، ۹۲، شاعر، نقاش، خواننده و رقصنده اهل اتریش.[۵۸]
- بروس کیربی، ۹۵، هنرپیشه اهل ایالات متحده آمریکا.[۵۹]
- گونل لیندبلوم، ۸۹، هنرپیشه و کارگردان فیلم اهل سوئد.[۶۰]

### ۲۶
- وینفرید بلکه، ۷۹، دوچرخه‌سوار اهل آلمان.[۶۱]
- مارگاریتا گومل، ۷۹، پرتاب‌گر وزنه اهل آلمان.[۶۲]
- هانا ماچیوخووا، ۷۵، هنرپیشه اهل جمهوری چک.[۶۳]
- جان مورتیمور، ۸۶، بازیکن فوتبال و مربی اهل انگلستان.[۶۴]
- لارش نورن، ۷۶، نویسنده و شاعر و نمایشنامه‌نویس اهل سوئد.[۶۵]

### ۲۷
- آدریان کامپوس، ۶۰، راننده فرمول یک اهل اسپانیا.[۶۶]
- کلوریس لیچمن، ۹۴، بازیگر اهل ایالات متحده آمریکا.[۶۷]
- مهرداد میناوند، ۴۵، بازیکن فوتبال و مربی اهل ایران.[۶۸]

### ۲۸
- پاول کروتزن، ۸۷، شیمیدان اهل هلند، برنده نوبل (۱۹۹۵).[۶۹]
- ریشارد کوتیس، ۸۸، هنرپیشه اهل لهستان.[۷۰]
- واسیلی لاناوی، ۸۷، کارگردان تئاتر و سینما اوکراینی‌الاصل اهل اتحاد جماهیر شوروی سوسیالیستی.[۷۱]
- لوئیس ولپورت، ۹۱، زیست‌شناس اهل بریتانیا.[۷۲]

### ۲۹
- یوون دویس، ۸۵، بازیکن فوتبال اهل فرانسه.[۷۳]
- مری آن مارچینو، ۸۳، شناگر اهل ایالات متحده آمریکا.[۷۴]

### ۳۰
- الن برنز، ۸۵، فیلم‌نامه‌نویس و تهیه‌کننده تلویزیونی اهل ایالات متحده آمریکا.[۷۵]
- سوفی، ۳۴، موسیقی‌دان، خواننده، ترانه‌سرا اهل اسکاتلند.[۷۶]